# Sofena Menor
Sofena Menor (em armênio: Ծոփք Փոքր; romaniz.: Cop’k’ P’ok’r) ou Sofena Real (Ծոփք Շահունյաց / Շահուի, Cop’k’ Šahuneac’ / Šahuni), também chamada a outra Sofena (Մյուս Ծոփք, Myws Cop’k’), segundo a Geografia de Ananias de Siracena (século VII), foi um cantão (gavar) da província (ascar) de Sofena, no Reino da Armênia. Seu nome pode derivar de um antigo distrito na região, que remonta ao tempo dos hititas e urartitas, ou podia ser uma referência ao nome de sua família governante (Xauni). Compreendia uma área de 2 460 quilômetros quadrados e estava sediada em Hierápolis. Pelos termos da Paz de Nísibis de 298, Pequena Sofena permaneceu sob a órbita de influência do Império Romano, com sua linhagem governante servindo como vassalos do imperador.